# У-Тант
У-Тант (англ. U Thant Island), официально Белмонт (англ. Belmont Island) — маленький искусственный остров в акватории Ист-Ривер. Административно относится к боро Манхэттен (Нью-Йорк, США).

## География, описание
Остров имеет условно прямоугольную форму размером 70 на 20 метров (согласно Google Earth) или 61 на 30 метров (согласно The New York Times), его площадь составляет около 2000 м². Он находится в 370 метрах ниже по течению от острова Рузвельт, до правого берега около 330 метров (там находится Штаб-квартира ООН), до левого — около 430 метров (там расположен парк штата Гэнтри-Плаза). Управлением острова занимается городской департамент New York City Department of Parks and Recreation. На У-Танте есть небольшая колония ушастых бакланов, у берегов острова рыбаки ловят полосатого лаврака, хотя на сам остров доступ гражданам запрещён. По данным 1998 года на острове было девять гнёзд бакланов и два небольших веретенообразных деревца. В 2003 году было известно о двенадцати гнёздах бакланов.
На южной части У-Танта установлена стальная вышка Береговой охраны высотой 17 метров с крупной яркой табличкой «17» и буддистская стальная арка (на фото 2015 года разрушена).

## История
На месте острова прежде находился опасный для навигации выход гранитной породы, носящий название рифа Мановар (англ. Man-o'-War Reef).
В 1890-х годах на этом месте образовался остров. Он был создан в результате отсыпки грунта, извлечённого при строительстве тоннеля Стейнуэй. Прямо под островом проходит линия метро Флашинг, строительство которой финансировал сначала Уильям Стейнуэй. После его смерти и вплоть до окончания проекта в 1907 году его финансировал Огаст Белмонт-младший. После появления острову было присвоено официальное название Белмонт.
В 1977 году остров был отдан в пользование группе последователей неоиндуистского проповедника и общественного деятеля Шри Чинмоя, которые арендовали его у владельца — штата Нью-Йорк. Эти люди по мере возможности озеленили островок, стали использовать как место для медитации и дали ему новое неофициальное название У-Тант в честь бирманского дипломата и Генерального секретаря Организации Объединённых Наций У Тана, который был другом Шри Чинмоя. «На острове царит благоговейная тишина. Тишина — это сила. Тишина памяти У Тана будет нести его идеалы вперёд», — заявил один из этих последователей, пожелавший остаться неизвестным. С течением времени новое название стало более узнаваемым, чем официальное.
В 1999 году, в преддверии наступления 3-го тысячелетия, журнал The New York Times Magazine объявил конкурс на лучшую капсулу времени. Архитектурная фирма Caples Jefferson Architects предложила установить на острове У-Тант обелиск из девяти гранитных и металлических плит, скреплённых друг с другом металлической проволокой. Он был бы сконструирован таким образом, что постепенно бы разрушался (проволоку бы постепенно разъедала солёная вода), обнажив к концу XXX века стеклянное ядро — собственно капсулу с посланием к потомкам.
Летом 2004 года, во время очередного Национального съезда республиканцев, художник Дьюк Райли с другом под покровом ночи проникли на остров и вывесили над ним шестиметровый красный флаг с изображением двух электрических угрей, объявив У-Тант суверенным государством. Возвращаясь на берег при свете дня, они были задержаны патрулём Береговой охраны, но аресту не подверглись.